# Waterproof
Waterproof – miasto w Stanach Zjednoczonych, w stanie Luizjana, w parafii Tensas.